# Detlef Michel
Detlef Michel (Berlino Est, 13 ottobre 1955) è un ex giavellottista tedesco.

## Palmarès
| Anno | Manifestazione | Sede      | Evento                 | Risultato | Misura  | Note                  |
| ---- | -------------- | --------- | ---------------------- | --------- | ------- | --------------------- |
| 1978 | Europei        | Praga     | Lancio del giavellotto | 4º        | 85,46 m |                       |
| 1980 | Olimpiadi      | Mosca     | Lancio del giavellotto | 13º       | 78,34 m |                       |
| 1982 | Europei        | Atene     | Lancio del giavellotto | Bronzo    | 89,32 m |                       |
| 1983 | Mondiali       | Helsinki  | Lancio del giavellotto | Oro       | 89,48 m | Record dei campionati |
| 1986 | Europei        | Stoccarda | Lancio del giavellotto | Argento   | 81,90 m |                       |
| 1988 | Olimpiadi      | Seul      | Lancio del giavellotto | 17º       | 77,70 m |                       |

## Altre competizioni internazionali
1975
- Coppa Europa di atletica leggera ( Nizza)

1981
- Coppa Europa di atletica leggera ( Zagabria)

1983
- Coppa Europa di atletica leggera ( Londra)